# みかづき (小説)
『みかづき』は、森絵都による長編小説。『小説すばる』（集英社）に2014年5月号から2016年4月号まで連載、2016年9月5日に集英社より刊行された。学習塾業界を舞台に、昭和30年代から平成にかけて親子3世代にわたって奮闘する家族の物語を描く。塾経営や学校教育の変遷を背景に、戦後日本における教育の実態を浮き彫りにする。第12回（2017年）中央公論文芸賞受賞作。
NHK総合の「土曜ドラマ」にてテレビドラマ化され、2019年1月26日から2月23日まで放送された。

## あらすじ
1961年、千葉県習志野市の小学校の用務員だった大島吾郎は、学校で私的な勉強会を始めていた。そこに来る児童のひとり、赤坂蕗子に吾郎は非凡なものを認める。蕗子の母の千明は、文部官僚の男との間に設けた蕗子を、シングルマザーとして育てていたのだった。千明は吾郎に接近し、2人で補習塾を開くことを提案する。2人は結婚して近隣の八千代市に塾を開き、着実に塾の経営を進めていく。吾郎はワシリー・スホムリンスキーの評伝を書き、2人の間に娘も2人生まれ、千明の母の頼子も塾にくる子どもたちの成長に心を配る。しかし、2人の塾経営をめぐる路線の対立が起き、吾郎は家を出る。千明は塾を進学塾にし、津田沼駅前にも進出して、地域の有力な存在となってゆく。
千明の長女の蕗子は、母親とは離れ、一時期連絡も絶ち、夫とともに秋田県に住み、公立学校の教員として、塾とは違う形での子どもたちとの触れ合いを追求する。次女の蘭は、塾の経営に関心をもつようになる。三女の菜々美は親に反抗し、外国の学校に行くなど、子どもたちの世代はばらばらな歩みをみせる。
夫の死後、息子の一郎とともに蕗子は実家にもどる。一郎は就職がうまくいかずに、蘭が経営する配食サービスの会社で配達を担当するが、その中で、貧困のために塾にも通えない子どもたちの存在を知り、そうした子ども向けの無料の学習塾を立ち上げる。その中で伴侶もみつけた一郎は、自分の中に流れる〈大島吾郎の血〉を自覚して、新しい道を開拓しようとするのだった。

## 登場人物
物語は最初は吾郎の視点で、続いて千明の視点で描かれ、後半は孫の一郎の視点から描かれる。
大島吾郎
昭和14年生まれ。
小学校用務員として無償で子どもたちに勉強を教えていたが、赤坂千明と出会い一緒に塾を立ち上げて、塾教師に転じる。補習塾にこだわり、進学塾への転進を図る千明と不和となって家族の元を去る。
大島千明
吾郎の妻。昭和9年生まれ。
家庭教師をしながらシングルマザーとして蕗子を育てていたが、大島吾郎と出会い一緒に塾を立ち上げて、個性豊かな3人娘を育てつつ高度経済成長を背景に苛烈な信念で塾の拡大を進める。
赤坂頼子
千明の母。
上田蕗子
大島家の長女。
大島蘭
大島家の二女。
大島菜々美
大島家の三女。
上田一郎
蕗子の長男。
就職がうまくいかなかったが、成り行きから子供の勉強の面倒を見たことで新たな教育の場を創造していく。

## 受賞歴
- 王様のブランチブックアワード2016 大賞、谷原賞
- 2017年（第14回）本屋大賞 第2位[5]
- 第12回（2017年）中央公論文芸賞[2]

## 書誌情報
- みかづき（2016年9月5日、集英社、ISBN 978-4-08-771005-2）
- みかづき（2018年11月20日、集英社文庫、ISBN 978-4-08-745806-0）

## テレビドラマ
NHK総合の「土曜ドラマ」にて2019年1月26日から2月23日まで放送された。連続5回。

### ストーリー
就職活動に失敗した青年・上田一郎は、高齢者向け宅配弁当店でアルバイトをするなか、学校の成績が落ちこぼれながらも貧困ゆえに塾に行けない少女と出会う。彼女に勉強を教えたいと思った一郎は、伝説の塾講師と呼ばれた祖父・大島吾郎に相談する。そこで一郎は、吾郎が彼へのメッセージを込め、祖父母夫婦の歩みを綴った「みかづき」の原稿を目にすることになる。
昭和36年の千葉県八千代市。赤坂千明は教員免許を持ちながらも、落ちこぼれる生徒に目を配らせない文部省の教育方針に納得がいかず、良家の子供の家庭教師を掛け持ちして母と一人娘との3人生活を支えていた。ある日、娘・蕗子の小学校の用務員の青年・大島吾郎が、放課後学童らに勉強を教え評判になっていると知る。その秘訣を探るべく彼を訪問した千明は、彼と日本の将来や教育について論を交わし意気投合する。母・頼子から資金援助を得たこともあり、吾郎の手腕を見込んだ千明は、彼が児童の親に誘われるまま性的関係を持っていることを密告して退職に追い込み、かねてからの夢であった学習塾開業に向け、講師としてスカウトする。千明からの強引な誘いで結ばれ相思相愛となった二人は結婚し、自宅に「八千代塾」を開く（第1回）。
昭和39年、二女・蘭が誕生。塾経営は軌道に乗っていた。雑誌による学習塾バッシングや、地域に大手塾が進出してくることを危惧した千明は、同じく小規模塾である「勝見塾」との合併を進める。家族を大切にするため現状で満足する吾郎は当初反対するが、主宰者・勝見正明の授業を見学し意気投合したことと、東京オリンピック後の不況で泣く泣く塾を辞める親子を目前にし、月謝を引き下げるべく合併を認める。
こうして「八千代進塾」と改名し塾経営は順調に進み、夫婦に三女・菜々美が誕生。昭和51年、千明は船橋に教室を増やすことを独断で決める。一方、大学生になった蕗子は吾郎と相談の上、八千代進塾のアルバイト講師だった文部省職員と交際中であることと、教員を目指していることを千明に打ち明けるが、案の定、千明は憤り、新教室開設準備に忙しいと相手にしない。その際に吾郎を邪魔者扱いする千明に蕗子は激怒し、夫婦はすれ違ってゆく（第2回）。
相手の両親の反対もあって蕗子は失恋、2年後には公立小学校の教員に就職する。一方、吾郎は、行きつけの古書店員・一枝の勧めでスホムリンスキーの著書を読み感銘。更に一枝の後押しで教育論を出版する。昭和54年、塾の船橋校が開校し「千葉進塾」に改名。吾郎の本もベストセラーとなり、サイン会や講演会に呼ばれるようになる。ある日、ライバル塾との競合に勝ち残るため、千明の独断で事業内容を補習塾から進学塾へシフトさせていると知った吾郎は激怒し、彼女と激しく衝突する。塾立ち上げ当初の理念から大きく逸れていく現状に落胆した吾郎は、塾と家族の双方を支えてきた頼子の「吾郎自身の人生を生きて欲しい」との遺言を受け入れ、千明から津田沼に自社ビル建築及び、進学塾への完全移行計画を持ちかけられたことをきっかけに、塾を退職し失踪。吾郎を味方する蕗子も憤慨し家を出る（第3回）。
吾郎に代わり千明が塾長に就任して3年後の昭和58年。進学塾に変化した千葉進塾は激戦区である津田沼の自社ビルを拠点にし、首都圏にも次々と教室を開設。20歳になった蘭が大学生活と並行して塾の経営に携わるようになり、千明は順風満帆に見えていた。しかし、吾郎を慕う講師や保護者らからの苦情、ライバル塾からの中傷ビラのばら撒き、講師らの労働条件をめぐるストライキ、授業に脱落する生徒の出現といった問題が発生。家庭では、勉強嫌いの中学生になった菜々美が高校進学を拒否。そして、長年塾を支えてきた勝見も退職。こうした問題を一手に抱え精神的に追い詰められる千明の目の前に突然吾郎が現れる。帰宅した吾郎から諸国を放浪した話を聞いた菜々美は、海外に夢を見つけ、条件として高校進学を受け入れる。千葉進塾に戻り、脱落した生徒に声かけする吾郎を見た千明は、塾の授業についていけない生徒向けの無料教室の開設を提案、吾郎は快く承諾する。一方、蕗子は、家出後に結婚、出産、離婚を経験し、平成元年には幼い一郎を抱えるシングルマザー生活を送っていた。そんな蕗子を探し出した千明は、新たな夢である私立学校の立ち上げに彼女をスカウトするが（第4回）、貧しい子供も受け入れる学び場である公立学校にこだわる故に固辞される。
6年後、千明の私学設立計画は遅々として進まぬなか、蘭は千葉進塾から独立し、若手講師による個別指導を売りにした塾を立ち上げる。しかし開業程なく、講師が生徒に援助交際を斡旋したとして逮捕され、当の生徒から事件の真相を聞いた蘭は、ビジネスとして割り切れない塾経営の難しさを痛感し塾を畳む。そして、事件の煽りを受けて支援者を失った千明は私学への夢を断念し、責任と世代交代の時期を感じて塾長を退任する。その後、高齢者向け宅配弁当店を立ち上げ順調な経営ぶりを見せる蘭を見守りながら、吾郎とともに隠居生活を送る千明であったが、病を患い入院する。蕗子と蘭、そして、カナダに留学し現地で就職した菜々美も帰国し病院に駆けつけ、久しぶりに母娘揃って対面。そこで3姉妹の絆を確信し安堵した千明は、平成19年、家族に見守られながら息を引き取る。
「みかづき」の原稿を読み、更に吾郎に背中を押された一郎は、子供たちに無料で勉強を教える活動を始める。教育学部の女子大生・井上阿里も仲間に加わり、母と叔母たちは協力に乗り出し運営面についてアドバイスをする。一郎は運営の壁にぶつかったり指導の失敗を経験しながらも、阿里に叱咤激励され、かつての千明と吾郎のように前を進んでいく。そんな一郎の船出を微笑ましく見守る吾郎は、千明と過ごした日々を回想するのであった。

### キャスト

#### 主要人物
- 大島吾郎 - 高橋一生
- 赤坂千明→大島千明 - 永作博美
- 赤坂頼子 - 風吹ジュン
- 赤坂蕗子→大島蕗子→上田蕗子 - 黒川芽以（少女時代：鎌田英怜奈）
- 上田一郎 - 工藤阿須加
- 大島蘭 - 大政絢（少女時代：蒔田彩珠）
- 大島菜々美 - 桜井日奈子（少女時代：小菅汐梨）
- 勝見正明 - 勝矢
- 国分寺努 - 六角精児
- 一枝 - 壇蜜
- 井上阿里 - 岡本玲

#### その他
- 山田校長 - 螢雪次朗
- 泉 - 須賀健太
- 小川 - 平山祐介
- 永澤寛子 - 小柳友貴美
- 清のお母さん - 阿南敦子
- 平田 - 菊井りひと
- 美鈴 - 田牧そら
- 明美 - 黒田こらん
- 美智子 - 曽我夏美
- 幸子 - 横内亜弓
- 芙美子 - 田山由起
- 武 - 大竹悠義
- 清 - 吉成翔太郎

### スタッフ
- 原作 - 森絵都『みかづき』
- 脚本 - 水橋文美江
- 音楽 - 佐藤直紀
- 演出 - 片岡敬司（NHKエンタープライズ）、廣田啓
- 制作統括 - 黒沢淳（テレパック）、陸田元一（NHKエンタープライズ）、高橋練（NHK）
- 制作 - NHKエンタープライズ
- 制作・著作 - NHK、テレパック

### 放送日程
| 放送回 | 放送日  | サブタイトル   | ラテ欄                                                             | 演出     |
| ------ | ------- | -------------- | ------------------------------------------------------------------ | -------- |
| 第1回  | 1月26日 | 輝く瞳         | 塾教育と歩んだある夫婦と家族の半世紀の物語!                        | 片岡敬司 |
| 第2回  | 2月02日 | 我が家は学習塾 | 軌道に乗った吾郎と千明の学習塾に次々難題が!?                       | 片岡敬司 |
| 第3回  | 2月09日 | 翳りゆく月     | 大島家に一大危機が! そのとき吾郎と千明は? 塾と歩む夫婦と家族に暗雲 | 廣田啓   |
| 第4回  | 2月16日 | 懐かし我が家   | 吾郎が去り孤軍奮闘の千明⋯果たして再開の日は来るのか                | 片岡敬司 |
| 最終回 | 2月23日 | いつか未来に   | いつか未来に・ふたりの見果てぬ夢の終着点は－                       | 片岡敬司 |

| NHK総合 土曜ドラマ                                                | NHK総合 土曜ドラマ                  | NHK総合 土曜ドラマ           |
| 前番組                                                            | 番組名                              | 次番組                       |
| ----------------------------------------------------------------- | ----------------------------------- | ---------------------------- |
| ベトナムのひかり 〜ボクが無償医療を始めた理由〜 （2019年1月12日） | みかづき （2019年1月26日 - 2月23日) | 浮世の画家 （2019年3月30日） |